# 現代の音楽
現代の音楽（げんだいのおんがく）は、現代（日本では第二次世界大戦以降を指すことが多い）において制作された、あるいは現在リアルタイムで制作されている音楽の全般を指す。

## 芸術音楽
芸術としての音楽言語の発展を目指した音楽。
現代音楽
西洋クラシック音楽の否定として始まった音楽。狭義では無調と不協和音の前衛音楽。
民族音楽
西洋のクラシック音楽以外で、世界各地の伝統音楽の様式に則りそれらの伝統を守りつつも、現代において新たに発展しつつある音楽は現代の音楽と分類できる。例えば日本の現代雅楽や現代邦楽。
近代音楽以前の技法による新曲、編曲
近代音楽以前すなわち西洋クラシック音楽の管弦楽法に基づく新曲や編曲。

## 大衆音楽
一般大衆に浸透している音楽。現代においては商業流通に則った商業音楽を指す場合が多い。
ポピュラー音楽
日本語においての大衆音楽との違いは、現代の多くの場合において、歌唱を伴い、商業的に流通し、ある一定の専門的なジャンルに深く属さず、広く知られている音楽を指す。
ジャズ、ロックなど
大衆音楽の中でも特に専門的なジャンルを持ち、特定のファンがおり、様式の枠組みの中で発展した音楽。
民衆歌謡
日本の演歌、南米のラテン音楽など、世界各地の特定の地域で独自の様式を持つ大衆音楽。

## 中間
アヴァン・ポップ
芸術音楽と大衆音楽のどちらかの語法を元としながらももう片方の語法にごく接近したもの。一般的には大衆音楽寄りの作品が多い。
アヴァン・ポップなどのような芸術音楽と大衆音楽の合間に位置する音楽は、多くの場合大衆音楽の立場からは「実験的」、芸術音楽の立場からは「大衆より」と（否定的に）評価され、安定した評価を得ることが難しい。一方、劇伴、ゲームミュージックなど脇役としての場合は作品人気の後押しを受けて前衛的なものが評価されることもある。

## 「現代音楽」と「現代の音楽」の違い
現代音楽というと、近代音楽を批判して誕生した西欧戦後前衛の実験的な試みが想起されるが、一般的に支持されず主流にならなかったため、近代音楽以前の技法を使った新しい音楽をこれと区別する為に現代の音楽（げんだいのおんがく）という用語を便宜上用いなければならなくなった。
ちなみにマチアス・シュパーリンガーは「現代音楽は、他の如何なる形態をとる音楽とも、全てに於いて切り離された存在である」と定義するが、これはドイツ語原文を直訳した為に紛らわしい表現になった。彼の主張は「現代音楽と、現代の音楽は、違う」という、今日の音楽家全員に突きつけられた定義そのものである。